# Dyestads mosse
Dyestads mosse ist ein Moor auf der schwedischen Ostseeinsel Öland.
Das Moor liegt im Mittlandsskogen in der Mitte der Insel, westlich des Dorfes Dyestad. Es gehört zu einem System mehrerer Feuchtgebiete, welches Moore vom westlichen Brostorpmyren bis zum im Norden liegenden Björkerumsmossen umfasst. Im gesamten Gebiet bestehen Verlandungstendenzen. Nach dem Ende der Beweidung der an die Moore angrenzenden Fläche rückt der Wald dichter an die Feuchtgebiete und Bachläufe heran. Dyestads mosse verfügt jedoch noch über offene Wasserflächen. Der Wasserabfluss erfolgt nach Norden.
Um das Dyestads mosse wurde ein Zaun gebaut und die Beweidung wieder aufgenommen, um der Verlandung entgegenzuwirken.
Neben Steifer Segge, sind Weiße Seerose und Salz-Teichbinse zu erwähnen. Bekassinen und Kraniche können beobachtet werden.